# Maria José Morais
Maria José Morais é uma pianista portuguesa com uma prestigiada carreira mundial actuando por toda a Europa. Nascida no Porto, e a única pianista portuguesa que tem o nome inscrito no Dicionário de Biografias Internacionais da Universidade de Cambridge. Atuou também em diversas orquestras sinfónicas.